# 双流机场1航站楼站
双流机场1航站楼站位于中华人民共和国四川省成都市双流区双流国际机场一号航站楼东侧地下，是成都地铁10号线的地铁车站，于2017年9月6日启用。车站连接双流机场一号航站楼。本站缩写站名为“1航站楼”、“Terminal 1”。本站曾使用工程名为“空港一站”。

## 车站结构

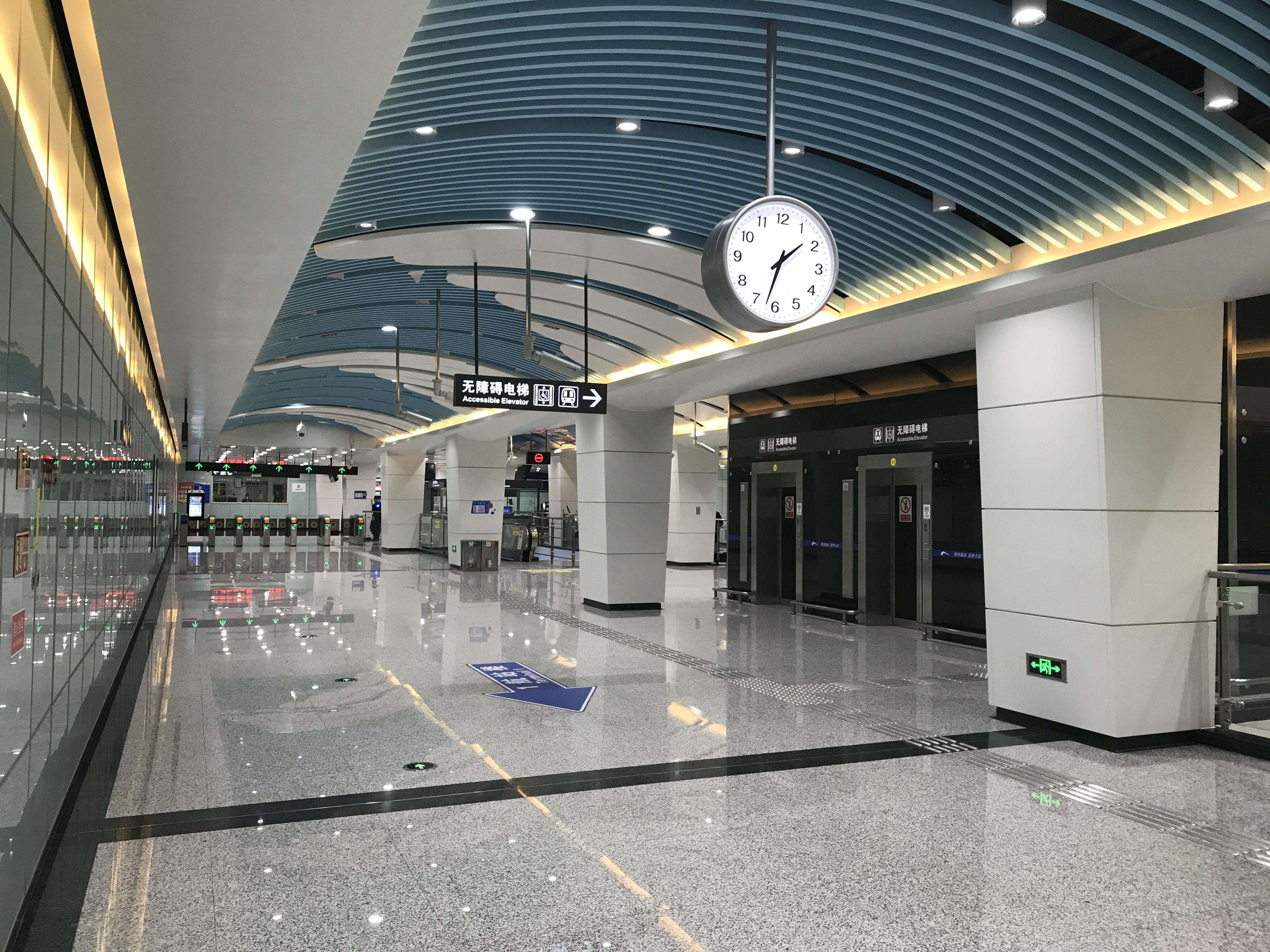
站厅层
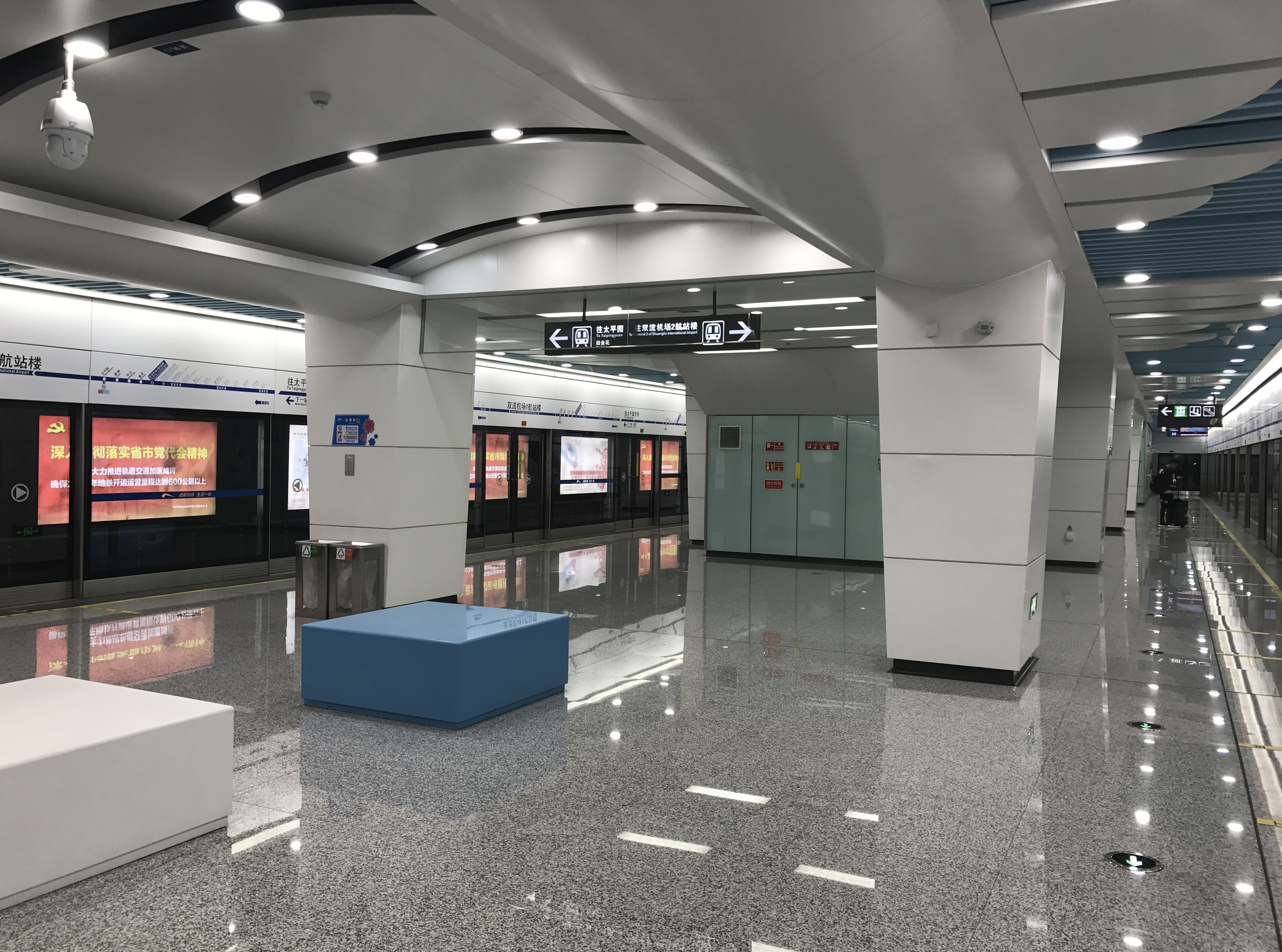
站台层

双流机场1航站楼站是一个地下岛式站台车站。
| 地面              | 0    | 出口 |
| 地下一层          | 站厅 | 自助购票 客服中心                                                                                            |
| 地下二层          | 站台 | \| \| \| 10号线往太平园（金花） \| \| 島式 · 開左邊车门 \| \| \| \| \| \| 10号线往新平（双流机场2航站楼） \| |
|                   |      | 10号线往太平园（金花）                                                                                       |
| 島式 · 開左邊车门 |      | |
|                   |      | 10号线往新平（双流机场2航站楼）                                                                              |

- 站厅层
- 站台层

## 内装与公共艺术
在公共艺术设置方面，本站在站厅楼梯位置天花吊顶做“装置艺术”作品，以“飞翔”主题，以大熊猫拉着热气球飞天的模样展示蓝天白云、飘扬气球、放飞纸鸢等素材，立体、形象的契合了装修的整体空间效果，以延续历史文脉，寓意“吉祥平安、腾飞顺达”的美好愿景，站厅角落设有熊猫3D艺术墙。

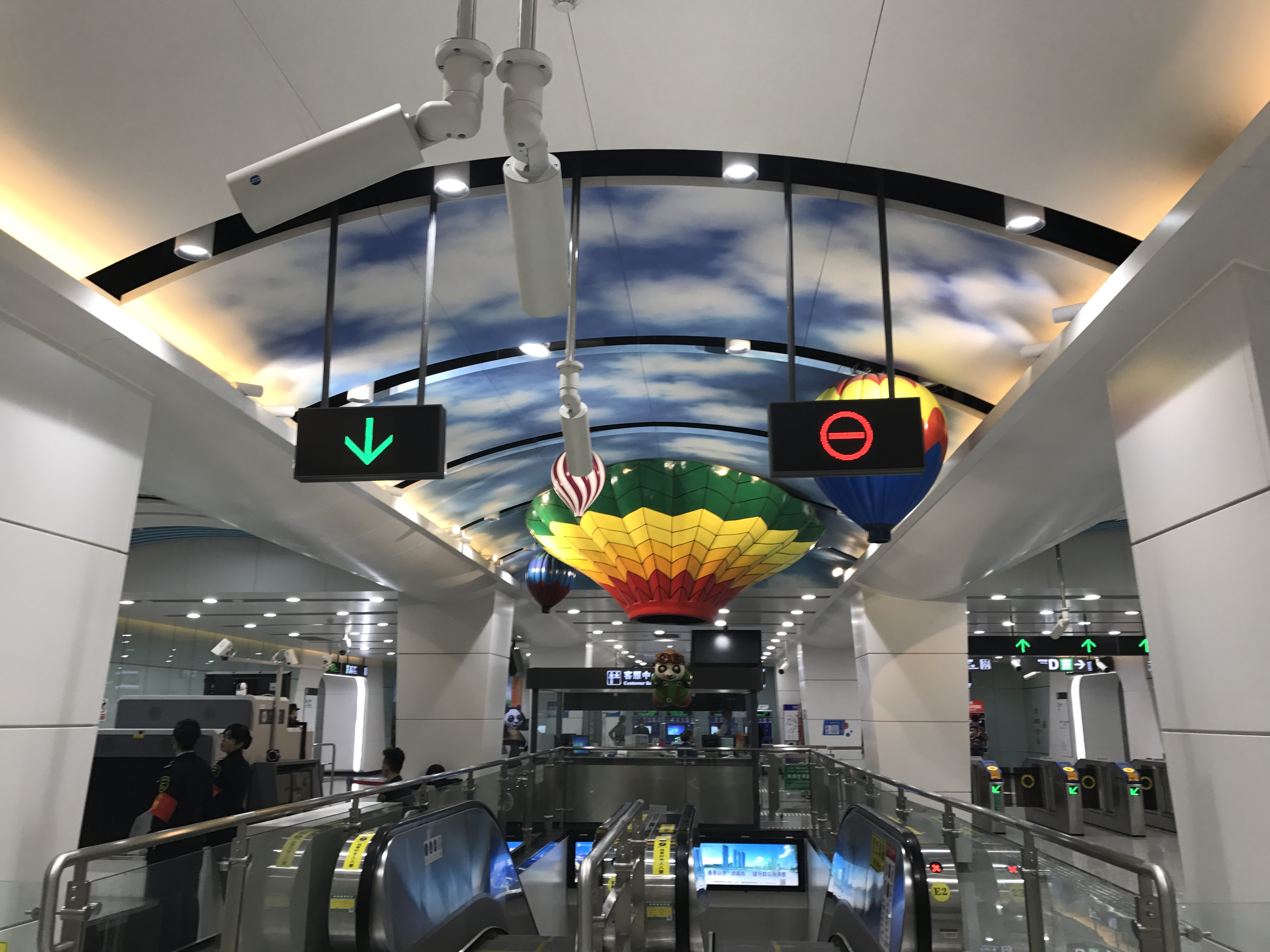
热气球造型的天花板装饰物
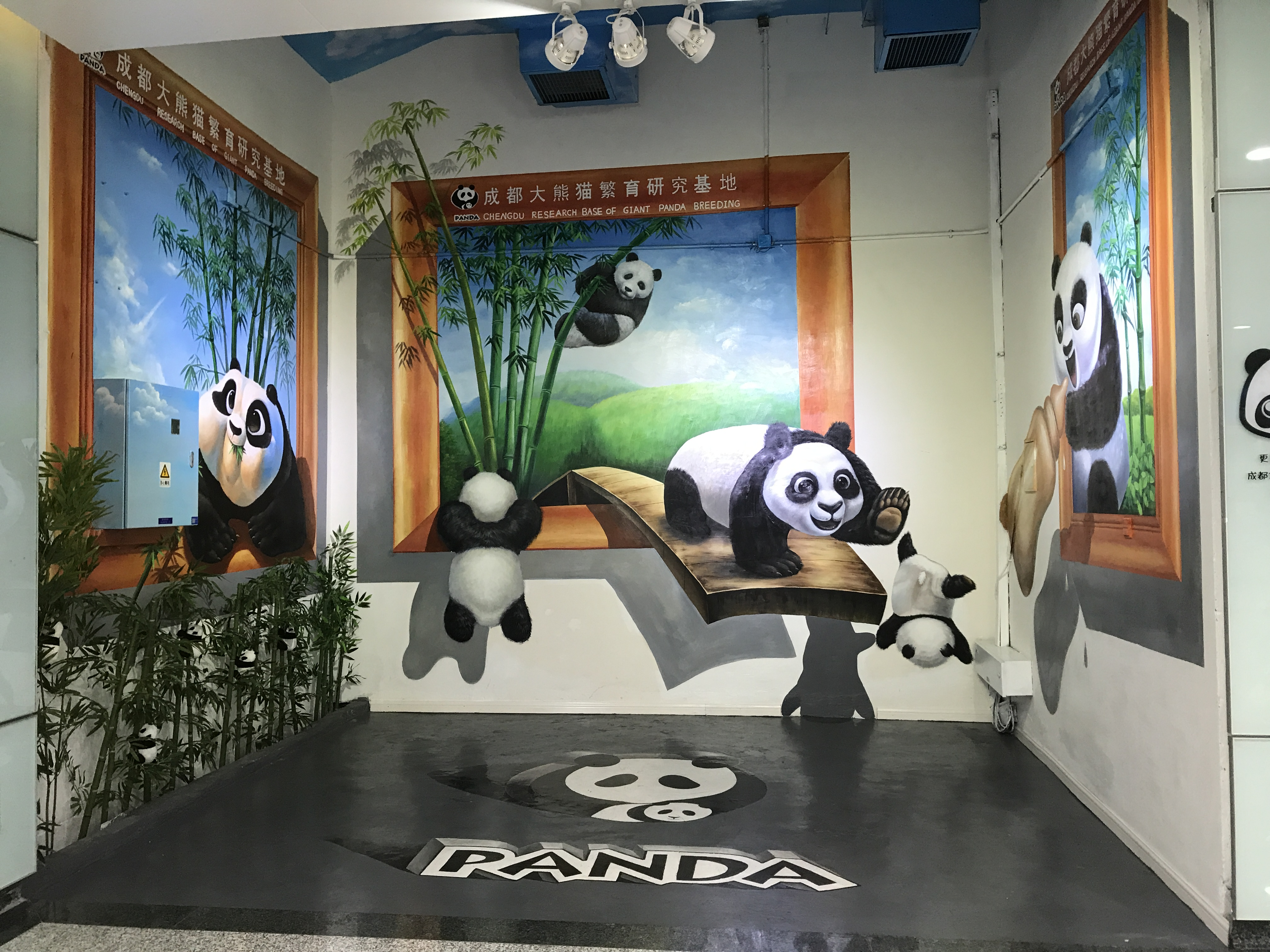
熊猫3D艺术墙

## 车站服务
本站为乘客减免了抬着行李箱上下楼梯的不便，在出入口设有行李坡道，并增设了显示列车到站时间的电子时刻表，设置了固定服务台，为乘客提供轮椅使用、信息咨询等系列服务。同时，全线的自助查询机增加了航班信息查询功能，为机场乘客提供航班信息的实时查询功能。此外，为方便乘客携带行李，本站设置了采用摆式门闸机和重载垂直升降电梯，以提高机场大件行李客流通行效率。

### 旅游信息咨询体验中心
因双流国际机场第1航站楼服务国际航班起降，为更好展现成都国际化形象，方便来蓉的国内外游客，成都轨道交通集团联合成都市旅游局在本站共同打造“旅游信息咨询体验中心”，提供免费旅游咨询服务、旅游VR体验服务等。

### 芙蓉班组
成都地铁运营有限公司还在本站打造了高服务标杆——“芙蓉班组”，寓意“服务蓉城”，对站务人员强化外语、礼仪等培训，让国内外游客通过地铁这扇“窗口”，第一时间感知成都的热情和温度。

## 出入口
本站目前开放3个出入口。
|          |                         |                       |      |
| 编号     | 设施                    | 指示                  | 照片 |
|          | 无障碍电梯              | 1号航站楼、机场北一路 |      |
| 出口 · C |                         | 停车场                |      |
| 出口 · D | 无障碍电梯 无障碍卫生间 | 停车场                |      |